# Stayeren (wielrennen)

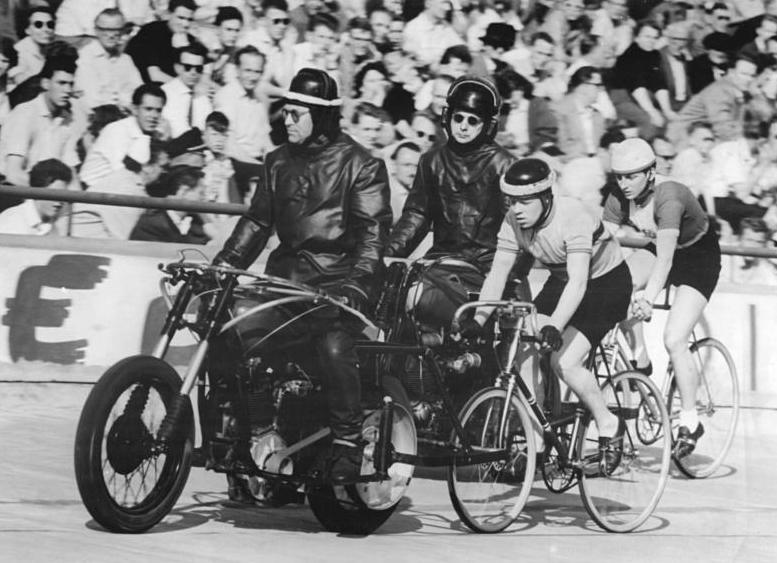
Stayeren, Berlijn-Weißensee, 1958

Stayeren verwijst naar wielrennen achter een gangmaker die zich op een motorfiets bevindt. De fietser volgt zo dicht als hij kan om te profiteren van de slipstream van zijn gangmaker. De eerste races waren achter andere fietsers. Bordeaux-Parijs en diverse recordpogingen werden achter auto's gereden.
In Vlaanderen wordt het stayeren meestal "halve fond" of "demi-fond" genoemd. Lange ritten zoals Bordeaux-Parijs duidde men in Frankrijk aan met "course de fond".

## Oorsprong van gangmakers

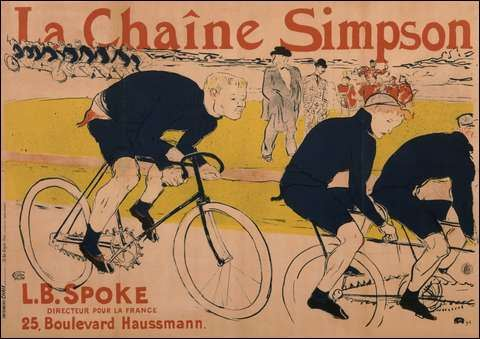
Een tandem als gangmaker (1890)

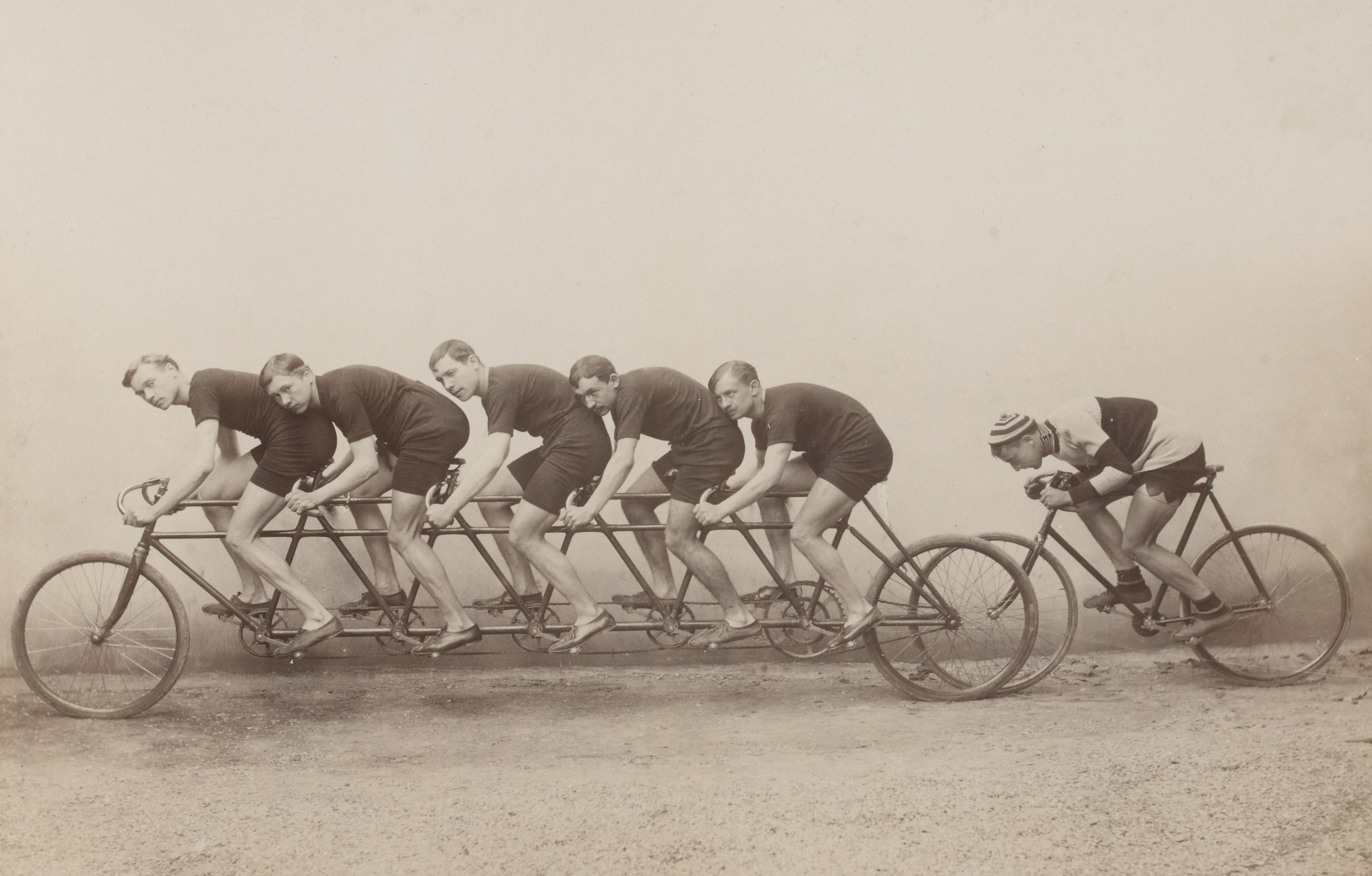
Paul Bourotte achter een quintuplet (1897)

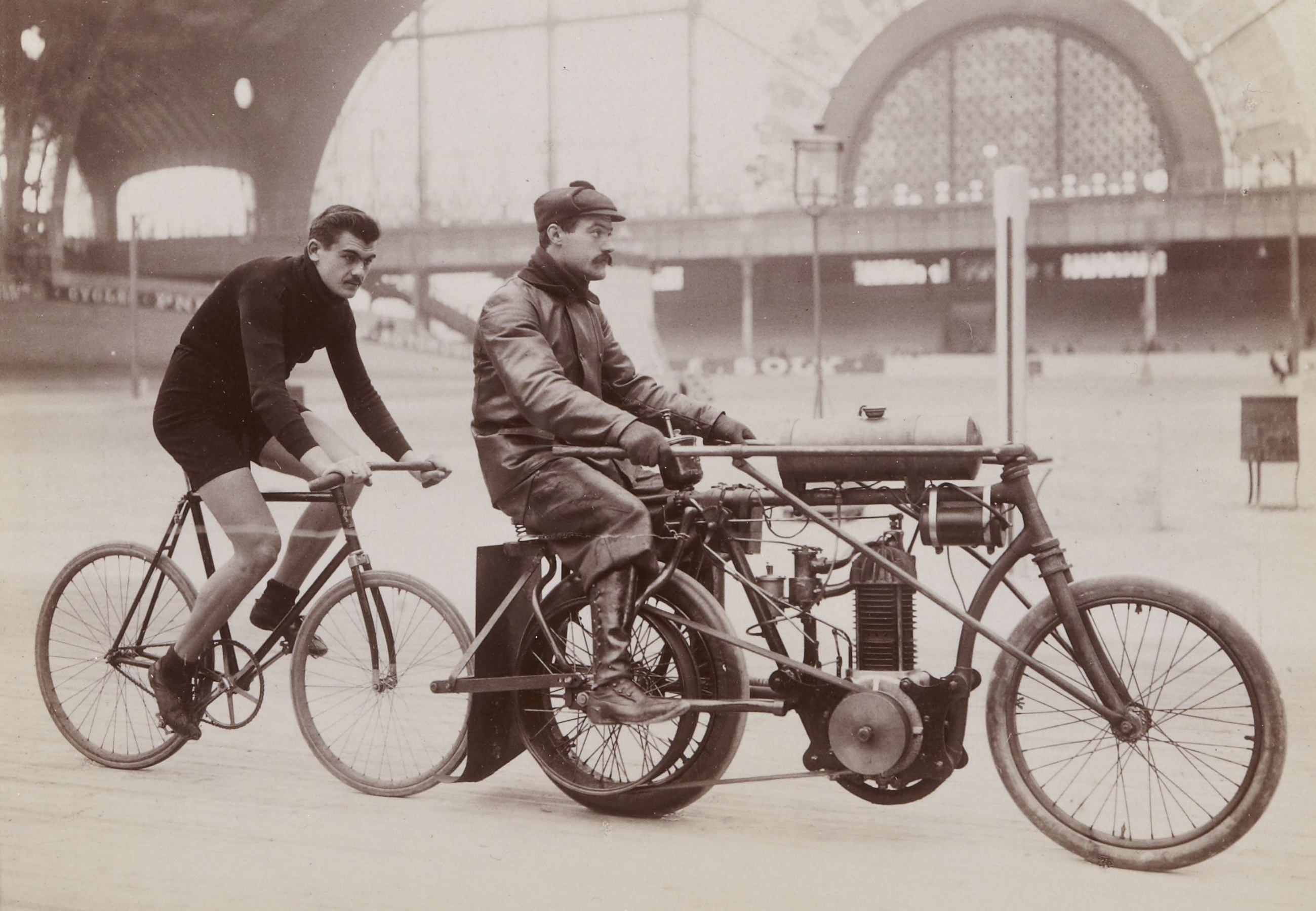
Stayeren achter een grote motor in 1903

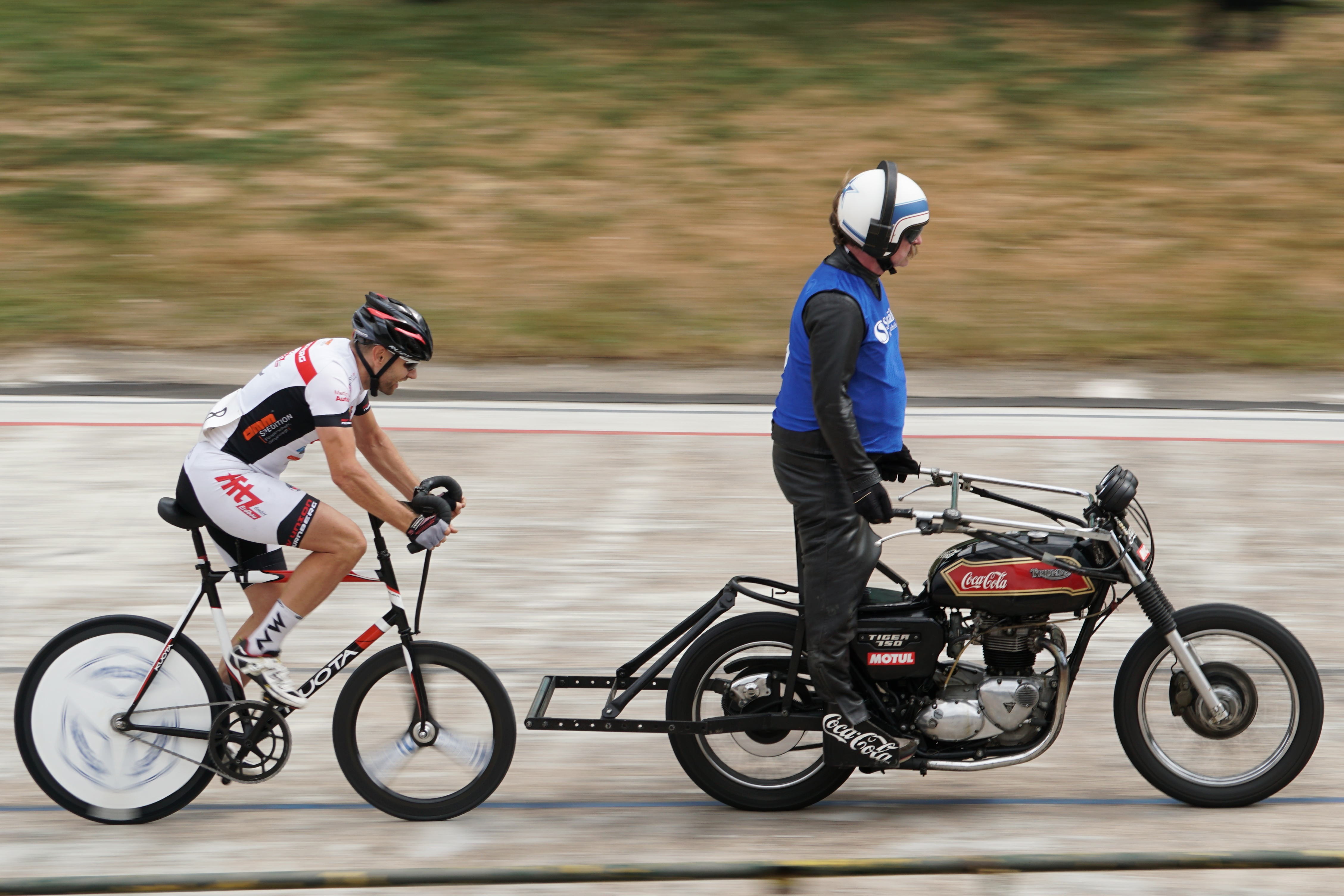
Een staande gangmaker (2019)

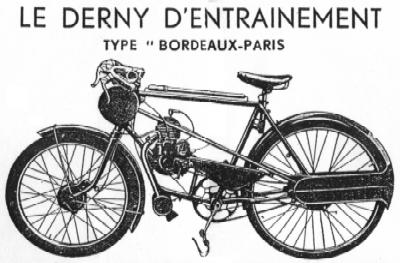
Derny publiciteitsmateriaal

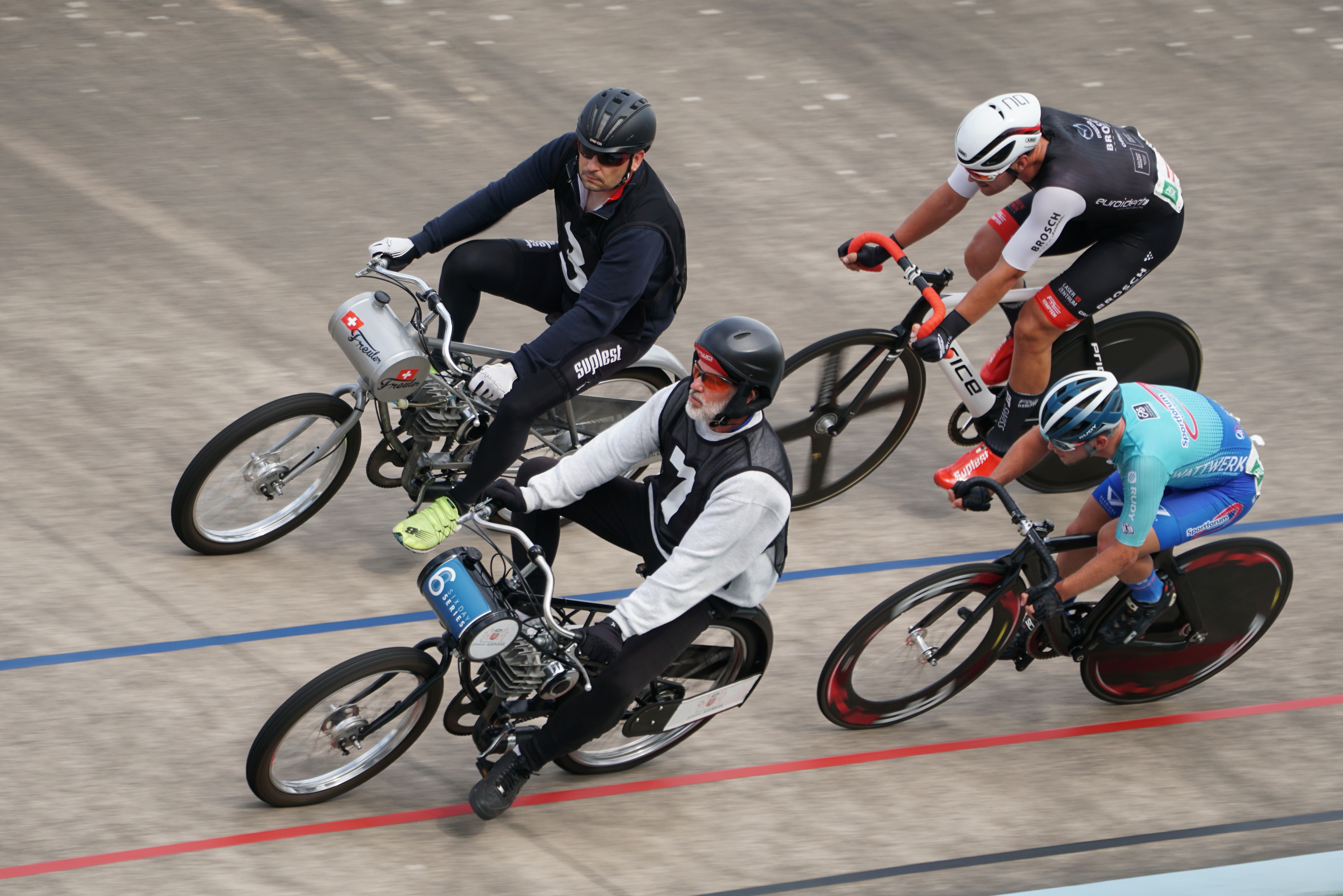
Duits kampioenschap achter Derny's in 2020.

Fietsers begonnen tandemfietsen te gebruiken als gangmakers in de late 19e eeuw. Bedrijven zoals Dunlop sponsorden gangmakers. De gangmaker-tandems werden bereden door professionals, van wie er maar liefst 100 onder contract stonden. De bereikte snelheden stegen toen motoren werden toegevoegd aan deze gangmaker-tandems.    
Gangmakers met de autoBordeaux-Parijs, een race van bijna 600 kilometer, van het zuidwesten van Frankrijk naar de hoofdstad, werd deels gegangmaakt door auto's in 1897, 1898 en 1899. Ook tijdens Parijs-Roubaix gebeurde dit gedurende enkele jaren.
Gangmakers met de motorfietsDe eerste wedstrijden met gangmakers per motorfiets bleken problematisch, aangezien de motorfietsen nog onvoldoende snel bleken te zijn. De berijder zat zo ver mogelijk achterop en de motorfiets had een verlengd stuur. Bij latere, iets lichtere motoren stond de gangmaker tijdens de wedstrijd rechtop. De gebruikte motorfietsen zijn voorzien van een rol. De wedstrijden waren tientallen jaren lang zeer populair in Europa, in het bijzonder in Duitsland.
Het werelduurrecord stayeren achter grote motoren staat met 86,449 km sinds 30 oktober 1986 op naam van Fred Rompelberg.
Gangmakers met een dernyEen derny is een lichte motor die meestal wordt aangedreven door een 98 cc Zurcher tweetaktmotor en door te trappen via een vaste versnelling, meestal met 70 tanden op het voorste kettingblad en 11 op het tandwiel op het achterwiel. De combinatie zorgt voor een soepele versnelling en vertraging. Dit is zeer belangrijk aangezien de wielrenner slechts op enkele centimeters afstand van de derny rijdt. De eerste modellen, met een benzinetank over het stuur, werden gebouwd door Roger Derny et Fils, gevestigd op de avenue de St Mandé te Parijs in 1938. De naam derny wordt nu toegepast op alle dergelijke voertuigen, ongeacht de fabrikant. Het wordt door het Larousse-woordenboek gebruikt als een generieke term voor een kleine motor die wordt gebruikt in fietsraces. De maximale snelheid ligt om en bij de 90 kilometer per uur, hoewel deze snelheid in wedstrijden zelden wordt bereikt. Bordeaux-Parijs werd deels door derny's gegangmaakt van 1946 tot 1985.

## Gangmakers
De samenwerking tussen gangmaker en wielrenner omvat het gebruik van termen en signalen die internationaal worden begrepen. De wielrenner moet dicht bij de derny blijven, om zodoende maximale winst uit de slipstream te halen. Als hij te dichtbij komt, kan hij de derny raken en vallen. Als hij er te ver achter raakt, verliest hij het slipstream-effect en zal hij snelheid verliezen. De gangmaker moet dan langzamer gaan rijden, zodat de wielrenner hem kan inhalen. Daaropvolgend kan de gangmaker opnieuw versnellen, zonder hierbij zijn wielrenner opnieuw te verliezen.
Succesvolle gangmakers zijn Frits Wiersma, Noppie Koch en Joop Zijlaard.

## Wedstrijden

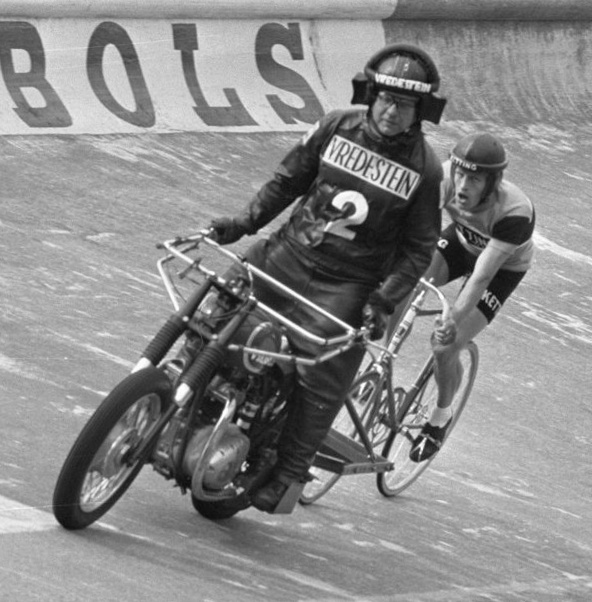
Joop Stakenburg en Cees Stam in 1973

Wedstrijden zijn er vooral in velodromen of op andere ovale en steil gebaande paden om racen op hoge snelheid mogelijk te maken. Na een vliegende start sluiten de fietsers aan op hun gangmakers. Doorgaans concurreren vier tot zes koppels in een wedstrijd van maximaal 100 kilometer.  
De meest succesvolle stayers waren Leon Meredith die zevenmaal wereldkampioen werd bij de amateurs en Guillermo Timoner die zesmaal wereldkampioen werd bij de professionals. 
Bekende Nederlandse stayers waren Cees Stam, Gaby Minneboo, Piet de Wit, Jaap Oudkerk en Mattheus Pronk.

### Keirin
De keirin, een Japanse sprint met een snelle start die zich over de hele wereld heeft verspreid, is een variatie op het rijden met een gangmaker. Een groep fietsers gebruikt een enkele gangmaker om op snelheid te komen en sprint vervolgens zelfstandig naar de finish.